# Gold Codes
Les Gold Codes sont les codes de lancement des armes nucléaires des États-Unis fournis au président des États-Unis. Utilisés avec le Nuclear football, les Gold Codes permettent au président d'autoriser une attaque nucléaire. Les Gold Codes sont agencés en colonnes et imprimés sur une carte en plastique surnommée « le biscuit » (the biscuit en anglais),, car la carte est enveloppée dans un film opaque, ressemblant à un emballage de biscuit. 